# Nico Hülkenberg
Nicolas Hülkenberg (pronunciación en alemán: /ˈniːko ˈhʏlkənbɛɐ̯k/, Emmerich am Rhein, Alemania Occidental; 19 de agosto de 1987), o simplemente Nico Hülkenberg, es un piloto alemán de automovilismo. Ha competido en más de 10 temporadas de Fórmula 1 para los equipos Williams, Force India, Sauber, Renault y Haas como piloto titular, y para Racing Point y Aston Martin como piloto de reemplazo. Es el primer piloto confirmado por Audi para su ingreso a la Fórmula 1, en 2026, donde previamente vuelve a ser piloto de Sauber en 2025.
Ha sido campeón de Fórmula BMW en 2005 en su debut en monoplazas, A1 Grand Prix en 2007, Fórmula 3 Euroseries en 2008, y de la GP2 Series en 2009 como debutante. Fue vencedor absoluto de las 24 Horas de Le Mans 2015 en su primera y única participación con Porsche.
Es el piloto que más carreras ha necesitado para obtener un podio en Fórmula 1: 239. Logró romper la marca en el Gran Premio de Gran Bretaña de 2025, tras salir en decimonovena posición y terminar tercero.

## Carrera

### Inicios
Hülkenberg se inició en el karting en 1997, con diez años. En 2002 se convirtió en campeón de karts júnior de Alemania y el año siguiente ganó el campeonato de Alemania de karting.
En 2005, hizo su debut en monoplazas en la Fórmula BMW alemana. Su primera temporada fue muy exitosa, ganando nueve de las veinte carreras para lograr así el campeonato. Ganó además la final mundial de la categoría, pero fue descalificado posteriormente por frenar abruptamente cerca de otros automóviles con el coche de seguridad en pista.
El piloto alemán pasó a la Fórmula 3 Alemana en 2006, ganando una carrera en la categoría y quedando quinto en la clasificación general. También compitió en A1 Grand Prix, categoría monomarca, con el equipo alemán, convirtiéndose así en el piloto más exitoso de la historia del A1 Grand Prix, con nueve victorias en las diez carreras, ganando el título para el equipo alemán por sí solo.
En 2007 pasó a las Fórmula 3 Euroseries con el equipo ASM, con el cual Lewis Hamilton y Paul di Resta habían conseguido los dos últimos campeonatos. Ganó las carreras de Norisring, Zandvoort y Nürburgring. En la carrera de Magny-Cours fue sancionado en la clasificación, y chocó con Filip Salaquarda en carrera. También ganó el Masters de Fórmula 3 de aquel año, una carrera no puntuable, después de que su compañero de equipo Romain Grosjean, quien partía desde la pole position, calase su coche en la salida. Grosjean ganó el campeonato, mientras que Hülkenberg fue tercero. Hülkenberg conquistó el título de la F3 Euroseries en 2008, con 7 victorias en 20 carreras.
El agente del piloto en ese momento era Willi Weber, quien fue también representante de Michael Schumacher. Weber había sugerido que el piloto podría estar listo para la Fórmula 1 en 2008, donde en múltiples ocasiones definió a Hülkenberg como un "talento increíble" y le puso el apodo de Hulk, comparándolo frecuentemente con el propio Michael Schumacher.
Hülkenberg pudo probar por primera vez en Fórmula 1 el 4 de diciembre de 2007 con el equipo Williams F1 en el Circuito de Jerez (España), para participar en dos días de entrenamientos, en los cuales mejoró los tiempos de Kazuki Nakajima, segundo piloto de la escudería británica, y quedando a cuatro décimas de segundo de Nico Rosberg. Los buenos resultados obtenidos en los entrenamientos convencieron al equipo para que Hülkenberg fuese su tercer piloto en la temporada 2008 de Fórmula 1.
En 2009, Hülkenberg gana brillantemente el campeonato de GP2, sumando 5 victorias y 100 puntos. Ello le sirvió para dar el salto a la Fórmula 1 con Williams.

### Fórmula 1

#### Williams (2010)

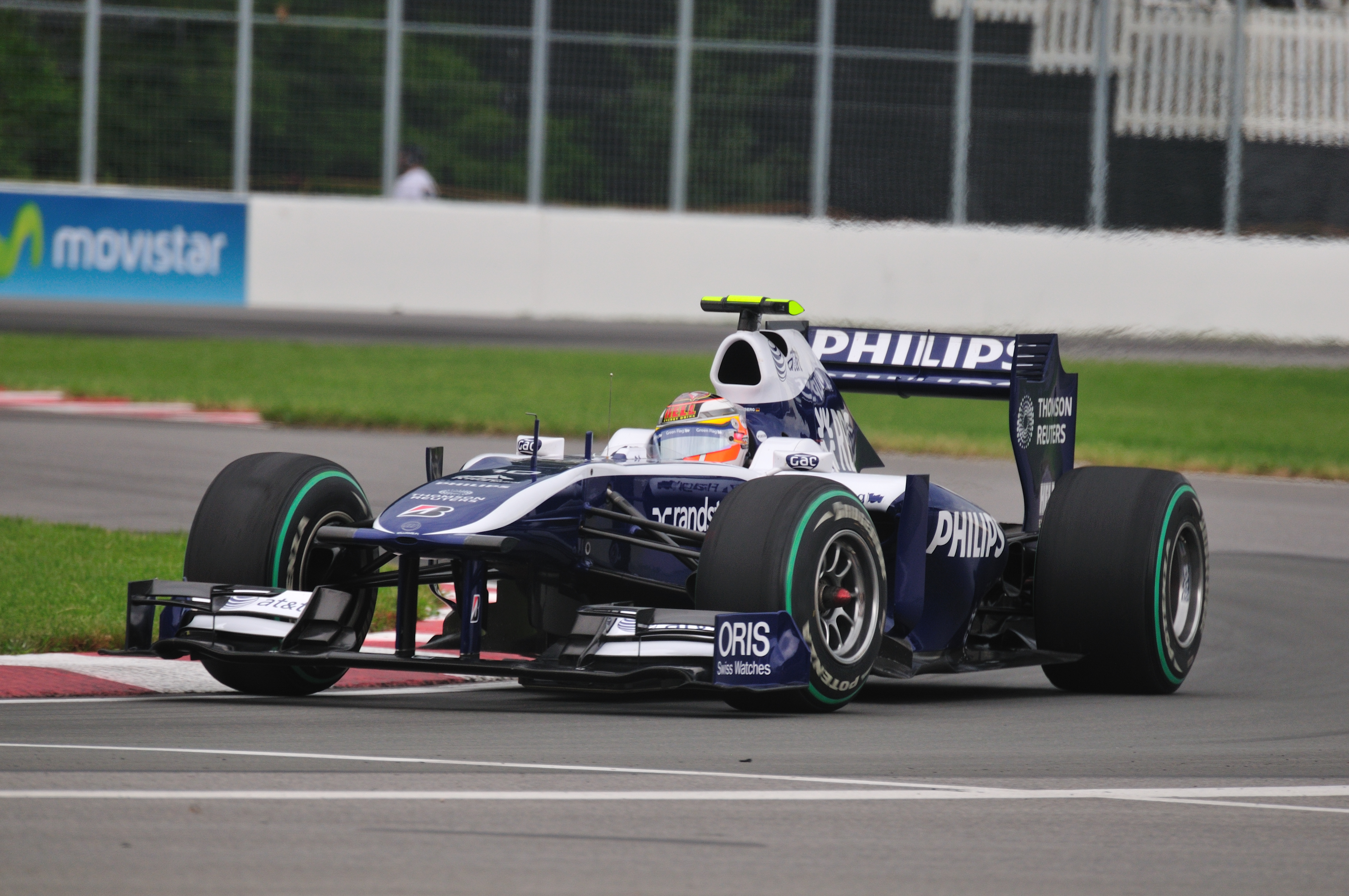
Hülkenberg en Canadá 2010.

En 2010, Nico tuvo un complicado debut en la F1, pilotando el Williams, uno de los monoplazas más lentos de la parrilla. A pesar de ello, se observan sus verdaderos credenciales siendo el mejor debutante en la categoría, superando a su compañero en la tercera cita del mundial y logrando su primer punto en sólo 3 carreras. En Hungría, el piloto alemán consigue su mejor resultado, un gran sexto puesto. En el Gran Premio de Brasil, Hülkenberg consigue una sorprendente primera pole, imponiéndose por más de un segundo a todos sus rivales. Sin embargo, a final de temporada Willi Weber anunció que Nico no seguiría en Williams para 2011, siendo sustituido por Pastor Maldonado.

#### Force India (2011-2012)

##### 2011

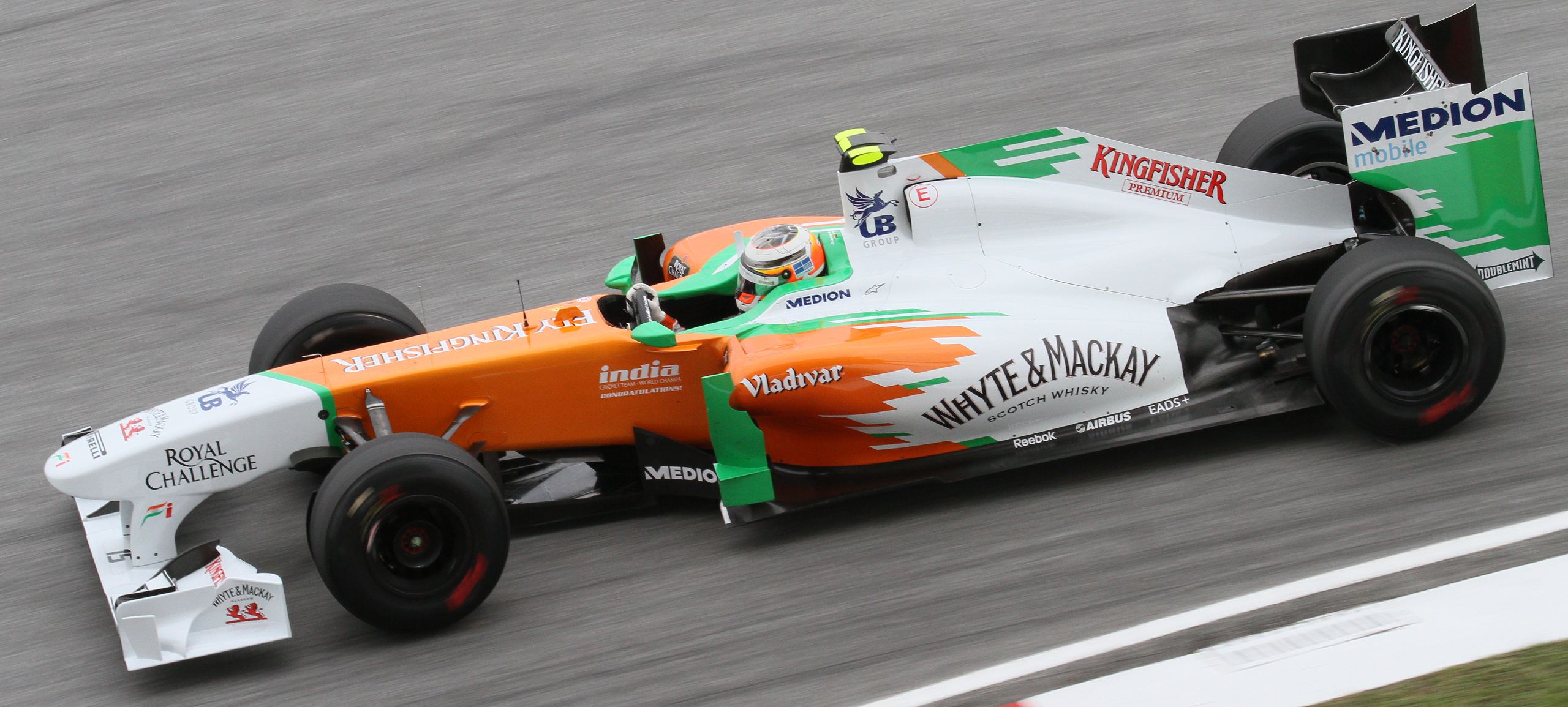
Hülkenberg al volante de un Force India en 2011.

Finalmente, el 26 de enero de 2011 se revela que Hülkenberg será tercer piloto de Force India, descartando la opción de correr con algún equipo modesto. A cambio, Nico tuvo la oportunidad de pilotar el Force India VJM04 durante 14 sesiones libres de los viernes de Gran Premio a lo largo de la temporada, postulándose como un candidato a ser piloto oficial de la escudería. Al no poder conseguir un asiento para esta temporada, Nico termina su relación con Willi Weber, su mánager hasta ese momento.

##### 2012

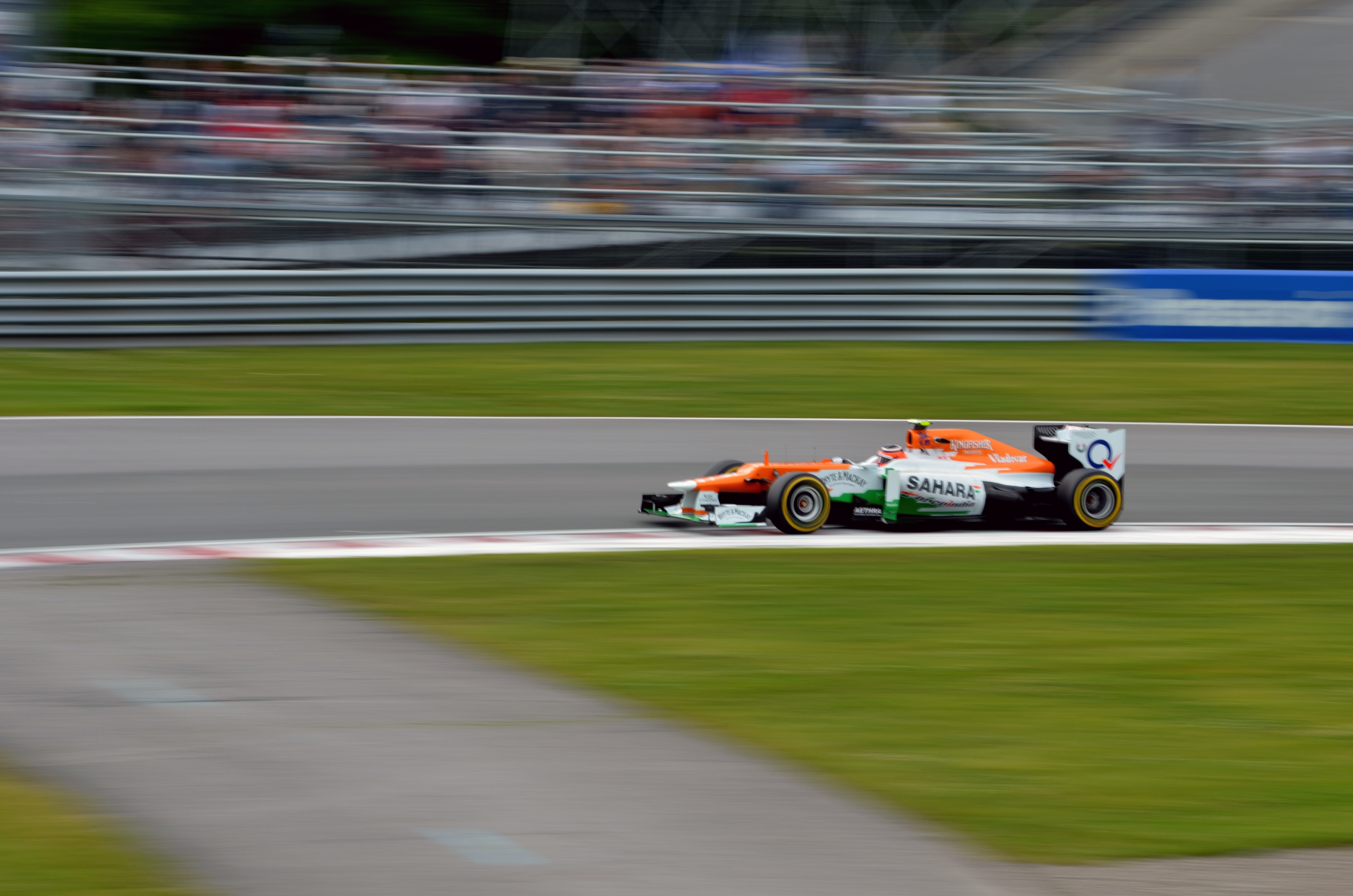
Hülkenberg en el Gran Premio de Canadá de 2012

El 16 de diciembre de 2011 Force India confirma que Hülkenberg será uno de sus pilotos oficiales en 2012. Consigue puntuar en la segunda carrera del año (Malasia), siendo 9.º. En el Gran Premio de Europa logra su mejor resultado, un 5.º puesto; que mejora a un 4.º en Bélgica. En las últimas carreras del campeonato se convierte en un asiduo de los puntos, superando a su coequipero Paul di Resta. El 25 de noviembre de 2012, cosechó una de sus mejores actuaciones en el GP de Brasil, tras liderar la carrera durante más de la mitad de la misma, hasta que fue sancionado por echar de la pista a Lewis Hamilton. Finalmente, finalizó la prueba en 5.ª posición.

#### Sauber (2013)

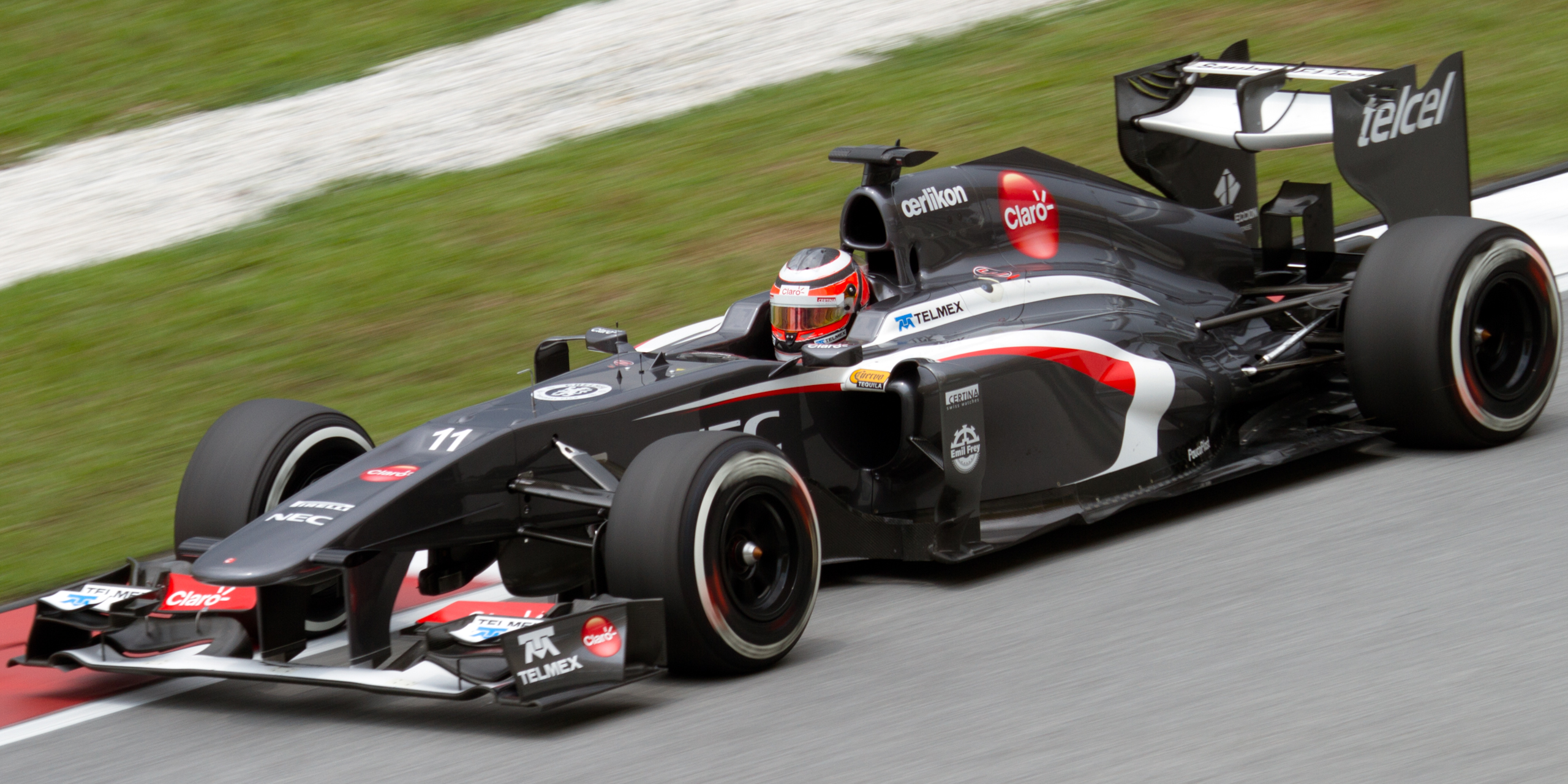
Hülkenberg en Malasia 2013, con Sauber.

En 2013, el alemán ingresó al equipo Sauber, sustituyendo a Checo Pérez que emigraría a McLaren.
En su primera competición oficial con el equipo Sauber, Hülkenberg no pudo iniciar el GP de Australia debido a una falla en el sistema de combustible de su Sauber C32; durante la calificación pasó a la Q2 y quedó en el undécimo puesto pero por seguridad el equipo suizo retiró el auto del alemán.
En la calificación del GP de Malasia, Nico pasa a la Q2 y queda en el puesto número 12 de la parrilla de salida. Gran carrera de Hülkenberg, que avanza 4 lugares y concluye la prueba en 8.º lugar para llevarse los primeros puntos de Sauber en la temporada. En la siguiente cita, en China, logra un punto más al terminar 10.º. Luego estuvo cuatro carreras sin puntuar, luchando con un coche poco competitivo, hasta que obtuvo dos puntos más en Silverstone y Nürburgring.
En Monza, Nico da la sorpresa y consigue un excelente 3.º puesto en la clasificación, perdiendo dos posiciones en la salida pero conservando la 5.ª plaza hasta el final. Tuvo opciones de ser piloto de Ferrari en 2014, pero finalmente el elegido fue Kimi Räikkönen. En Corea, el piloto alemán vuelve a protagonizar una gran actuación, ganando posiciones en la salida y conteniendo a Fernando Alonso y Lewis Hamilton hasta el final para acabar en un fantástico 4.º lugar. Entonces, el equipo Lotus reconoce su intención es contratar a Hülkenberg. En la siguiente carrera en Japón vuelve a puntuar al terminar 6.º, resultado que repite en Austin, y cierra la temporada con un 8.º puesto en Brasil.

#### Force India (2014-2016)

##### 2014

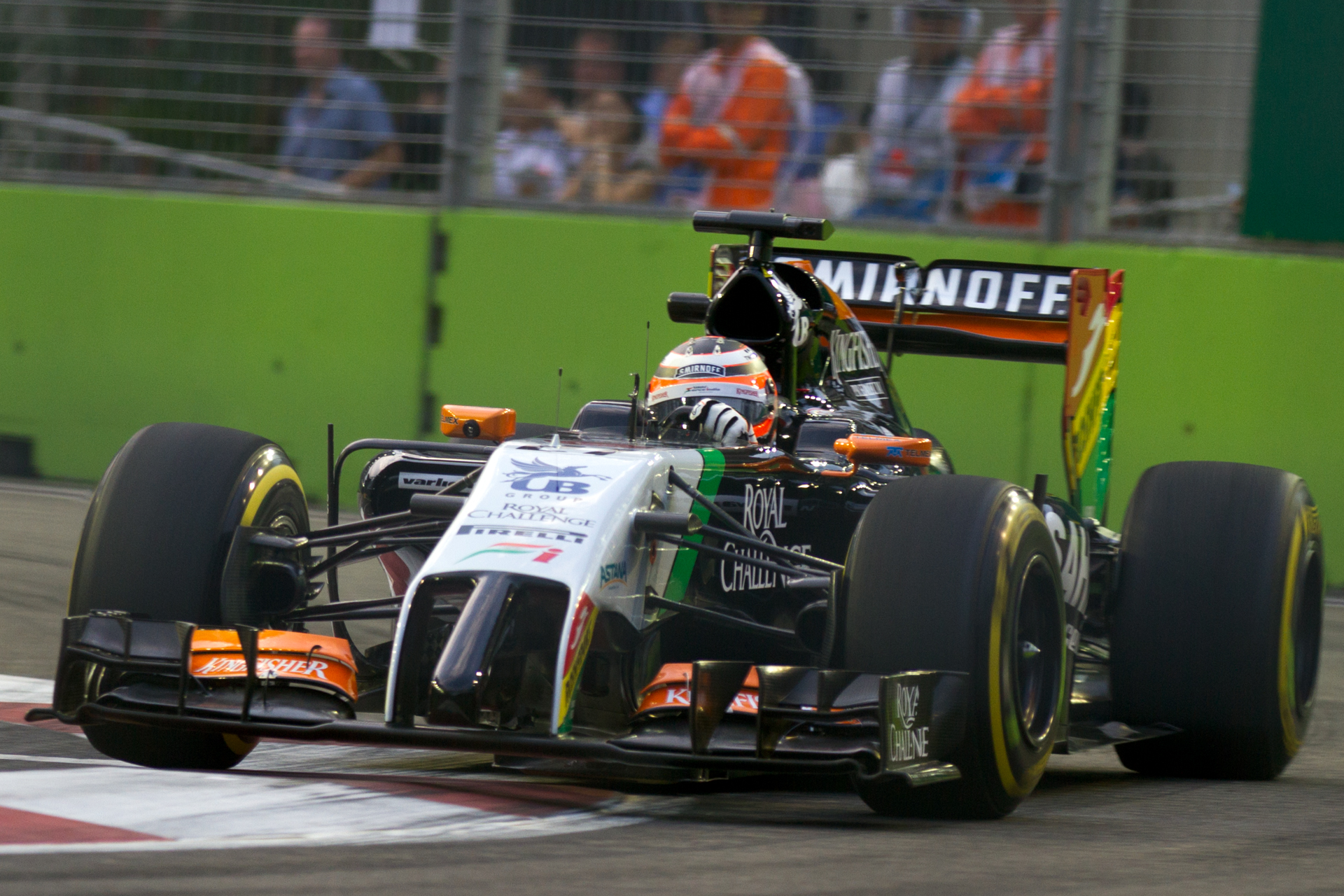
Nico Hülkenberg en el Gran Premio de Singapur de 2014

Regresó al equipo indio para 2014. Tuvo un buen comienzo al puntuar en las 10 primeras carreras de forma consecutiva, con cuatro 5.º puestos como mejor resultado, hasta que la racha se rompió al abandonar en Hungría. Posteriormente decayeron un poco los resultados porque el equipo se vio alcanzado por otros competidores, pero aun así, Nico terminó la temporada como 9.º clasificado del campeonato con 96 puntos, por delante de su compañero Sergio Pérez que acabó 10.º. El 20 de octubre de 2014, Force India confirma la continuidad de Hülkenberg en 2015.

##### 2015
Hülkenberg comenzó la temporada puntuando en Australia al finalizar 7.º, pero no pudo volver a puntuar hasta la 7.ª carrera, en GP de Canadá. El 1 de septiembre de 2015, se anuncia su renovación por dos años más. Logró su mejor resultado del año en Austria, donde finalizó 6.º, resultado que repitió en Japón y Brasil terminando el campeonato como 10.º clasificado con 58 puntos, esta vez por detrás de su compañero Sergio Pérez que acabó 9.º.

##### 2016
En 2016, Hülkenberg compitió por última vez en el equipo Force India. Puntuó en 14 de las 21 carreras que se disputaron ese año. Tuvo que abandonar en el Gran Premio de Rusia por una colisión, en el Gran Premio de España por problemas de motor, en el Gran Premio de Austria por problemas de frenos, en el Gran Premio de Singapur por una colisión y en el Gran Premio de Estados Unidos por daños de colisión. de Su mejor resultado fue en el Gran Premio de Bélgica en el que consiguió un 4.º puesto. Finalizó la temporada en 9.º posición con 72 puntos, de nuevo por detrás de su compañero Sergio Pérez, que anotó 101 puntos, dos podios y quedó en 7.º lugar.

#### Renault (2017-2019)

##### 2017

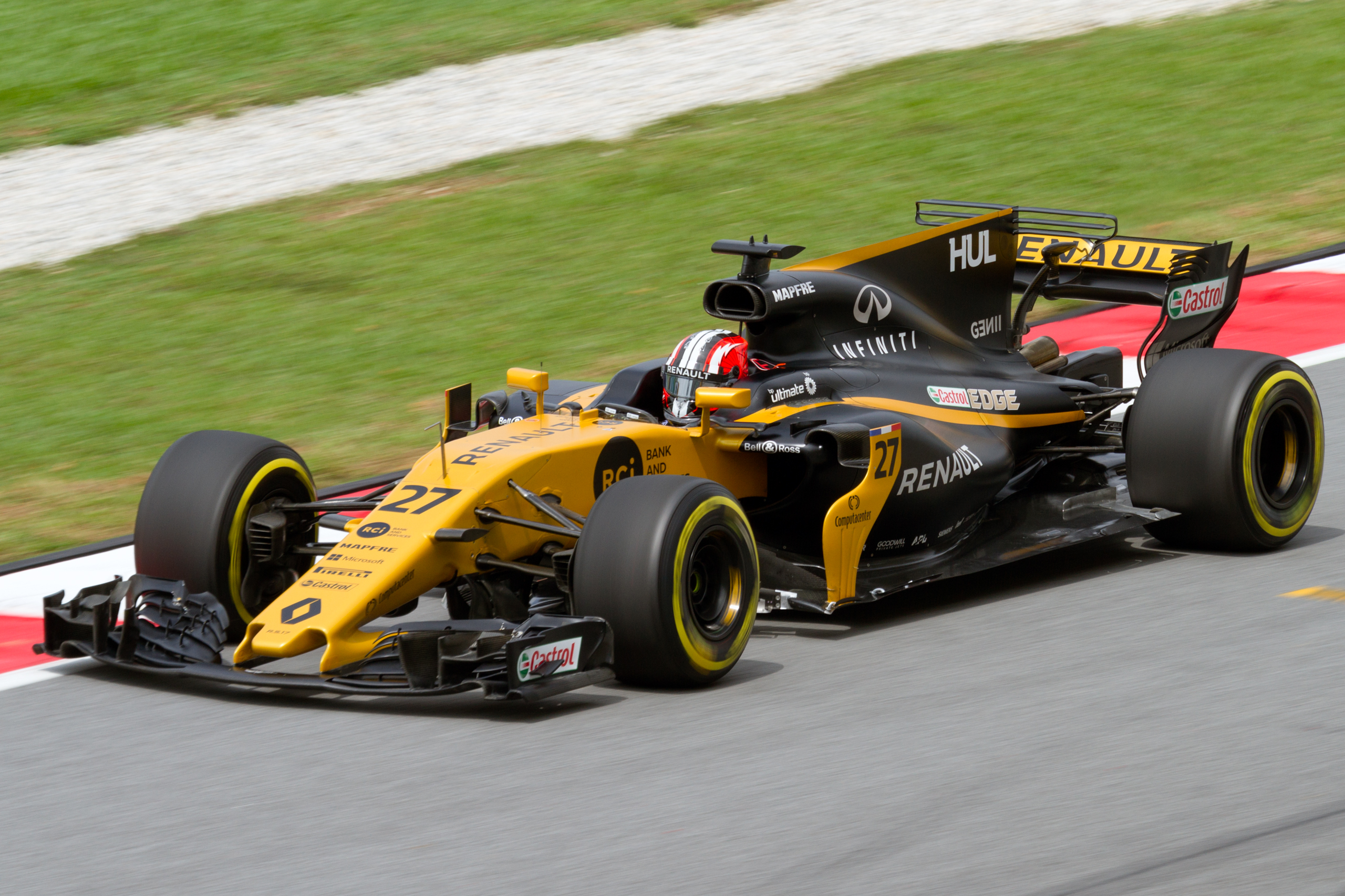
Hülkenberg en su Renault en 2017, durante el Gran Premio de Malasia

Hülkenberg firmó un contrato piloto de Renault las dos próximas temporadas, mientras que el piloto Esteban Ocon ocuparía su lugar en Force India. En 2017, su compañero durante las 16 primeras carreras fue el británico Jolyor Palmer, que fue sustituido a partir del Gran Premio de Malasia por el piloto español Carlos Sainz. Hülkenberg puntuó en 8 de las 20 carreras que tuvo la temporada, siendo su mejor resultado la 6.º posición que consiguió en los Grandes Premios de España, Alemania, Bélgica y Abu Dhabi. Abandonó en 6 carreras, siendo los problemas mecánicos su principal causa de abandono. Finalizó 10.º en el mundial con 43 puntos.

##### 2018

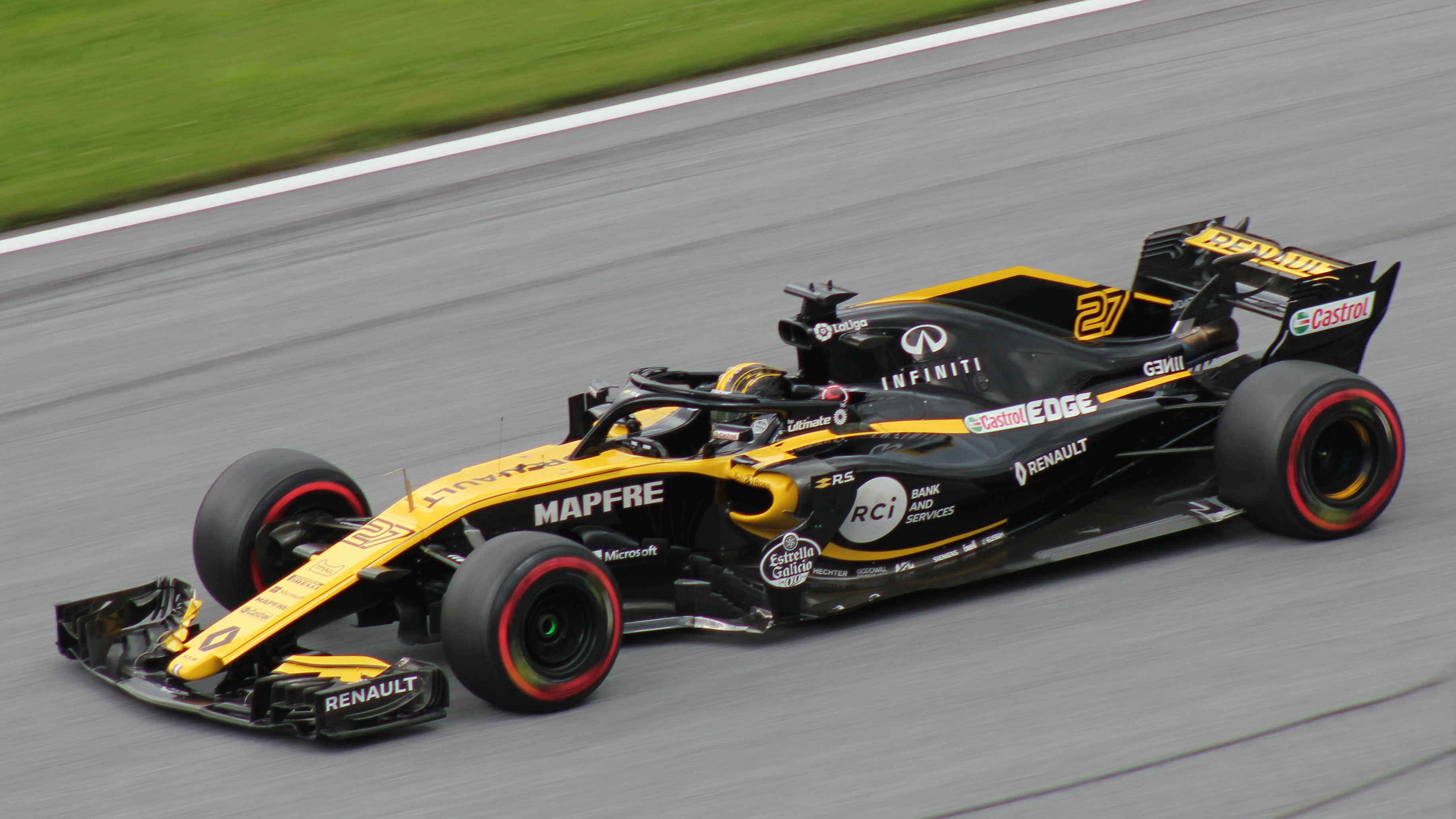
Hülkenberg en el Gran Premio de Austria.

En 2018, el alemán tuvo un buen inicio de temporada, en las primeras 11 carreras sumó en todas las que finalizó, teniendo 3 abandonos en los Grandes Premios de Azerbaiyán, España y Austria. En el resto de la temporada, tuvo más abandonos, pero también consiguió su mejor puesto al final de carrera, anotando un 5.º lugar en el Gran Premio de Alemania. Hülkenberg acabó en 7.º posición en el campeonato con 69 puntos, solo por detrás de los pilotos de Mercedes, Ferrari y Red Bull. Superó a su compañero Carlos Sainz, que acabó 10.º en el campeonato.

##### 2019

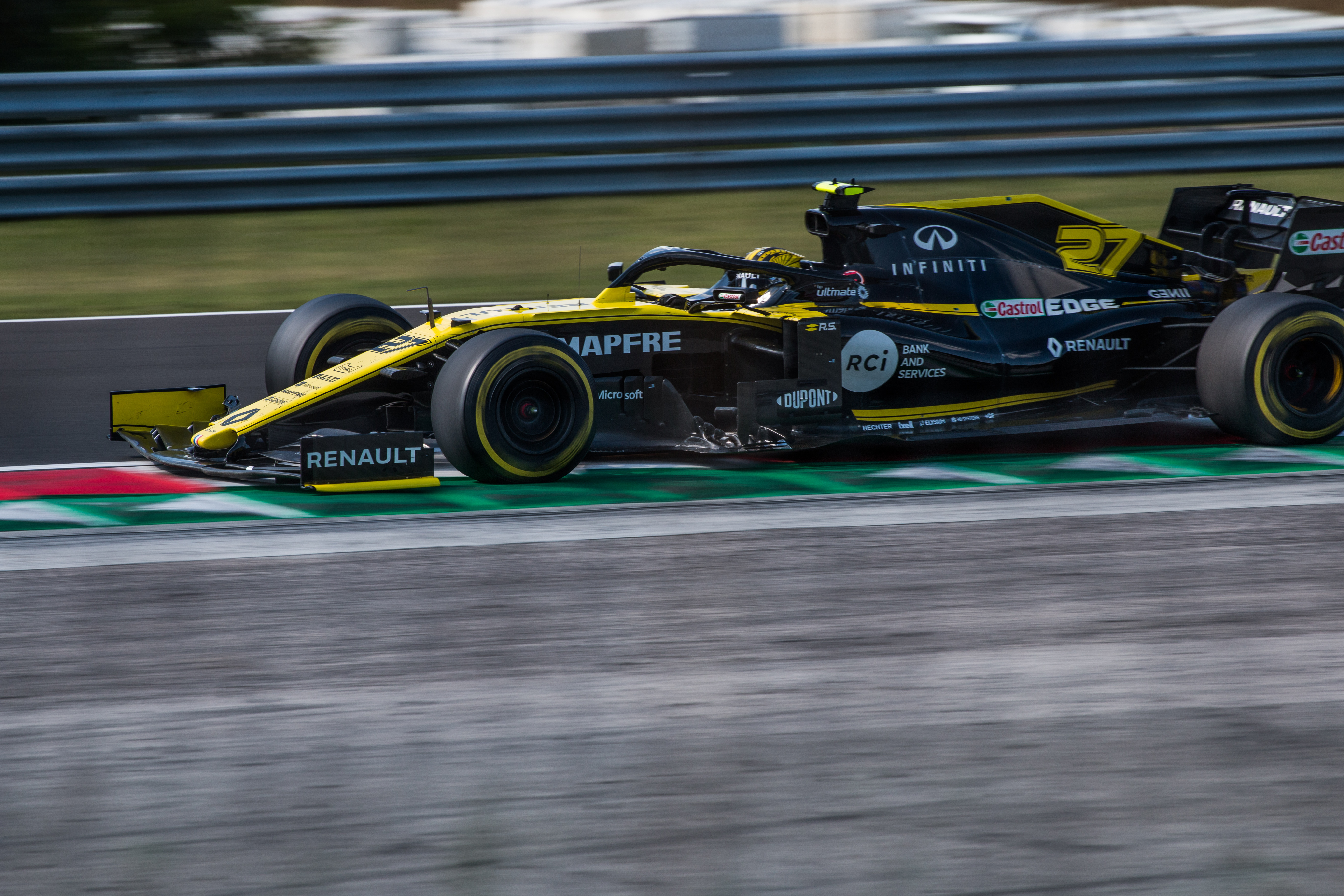
Nico Hülkenberg en el Gran Premio de Hungría de 2019.

En 2019, Nico Hülkenberg realizó su última temporada con el equipo Renault, junto a su nuevo compañero, Daniel Ricciardo. Cerró esa temporada con 37 puntos en el puesto 14.º, mientras que su compañero fue noveno con 54 unidades. Su mejor posición de parrilla fue la 6.ª posición en los Grandes Premios de Rusia y de Italia. Su mejor resultado fue quinto en Italia. Tras el fichaje de Esteban Ocon por Renault para la temporada 2020 y no ser llamado por ningún otro equipo, Hülkenberg se quedó sin ningún asiento en la Fórmula 1.

#### Racing Point/Aston Martin (2020, 2022)
Hülkenberg no tenía un contrato para la temporada de 2020 en F1. Antes del GP de Gran Bretaña, el piloto de Racing Point Sergio Pérez dio positivo en coronavirus. Hülkenberg fue llamado por el equipo para reemplazarlo en el fin de semana de carrera. Tuvo que retirarse antes de empezar la carrera debido a un problema mecánico. Clasificó tercero para el Gran Premio del 70.º Aniversario, y logró sus primeros puntos con un séptimo puesto. Volvió al equipo para el Gran Premio de Eifel, esta vez en reemplazo de Lance Stroll, carrera en la que consiguió un octavo puesto.
El 17 de marzo de 2022, un día antes de la primera de sesión de entrenamientos libres del Gran Premio de Baréin, Nico fue llamado por Aston Martin para sustituir a Sebastian Vettel, quien dio positivo de COVID-19.

#### Haas F1 Team (2023-2024)

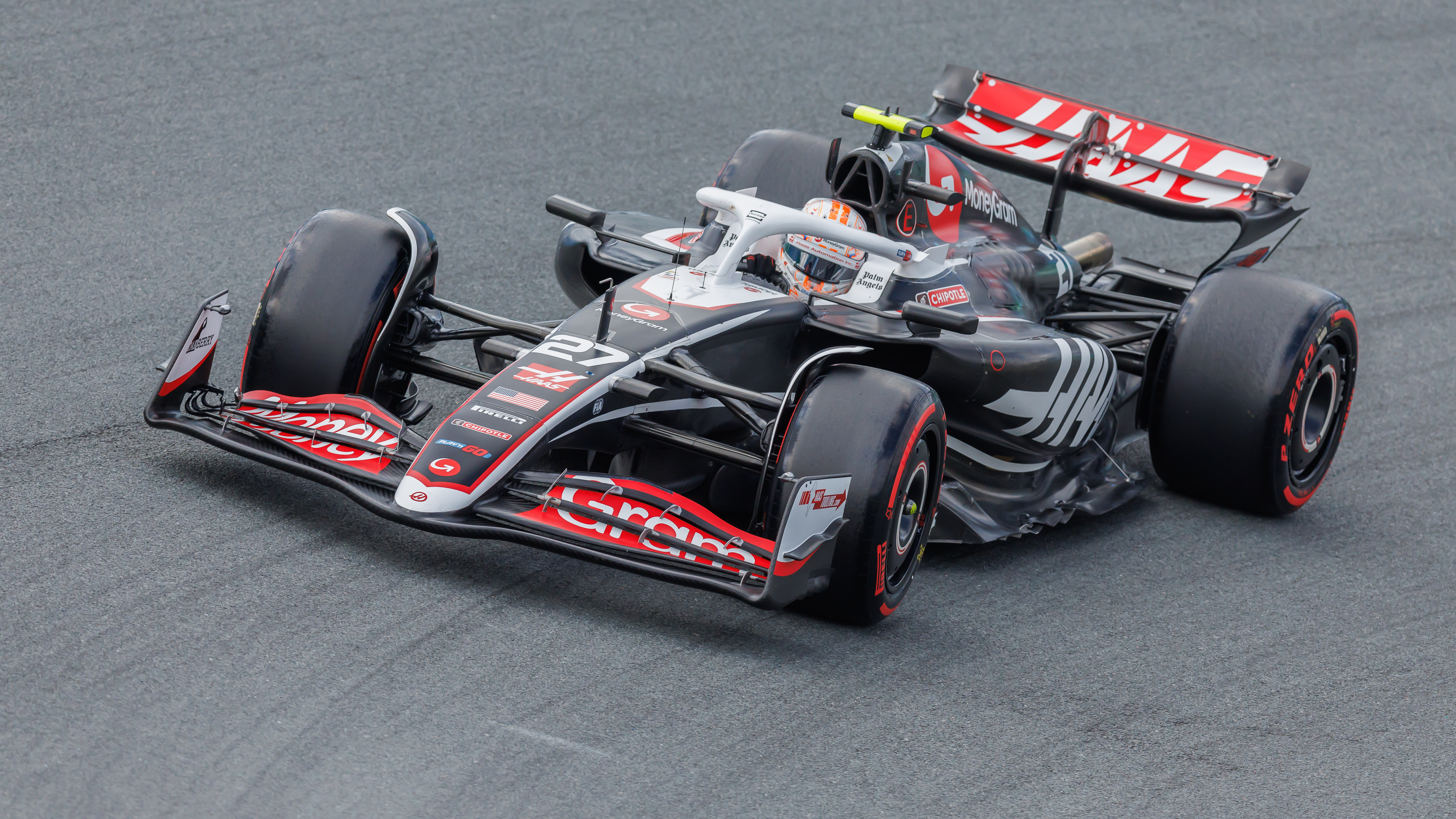
Hülkenberg en 2024.

Tras estar dos años como piloto de reemplazo, el 17 de noviembre de 2022, Hülkenberg fue contratado por Haas F1 Team para correr a tiempo completo en 2023 en sustitución de su compatriota Mick Schumacher.Suma puntos en la tercera carrera, en Australia, con un séptimo puesto. En el Gran Premio de Austria, luego de una gran clasificación en cuarto puesto, termina sexto en la carrera sprint, sumando tres puntos. En la carrera del domingo, sufre su primer y único abandono en la temporada por un fallo de motor. El 24 de agosto, Nico extiende contrato con Haas para seguir participando en la temporada 2024, junto con su compañero Kevin Magnussen. No tiene mayores actuaciones el resto de la temporada, terminando regularmente en la zona baja de la parrilla. En el campeonato de pilotos, finaliza decimosexto por delante de su compañero.
En el inicio de la temporada 2024, logra puntos en Arabia Saudita y Australia, acabando décimo y noveno respectivamente.

#### Sauber (2025)

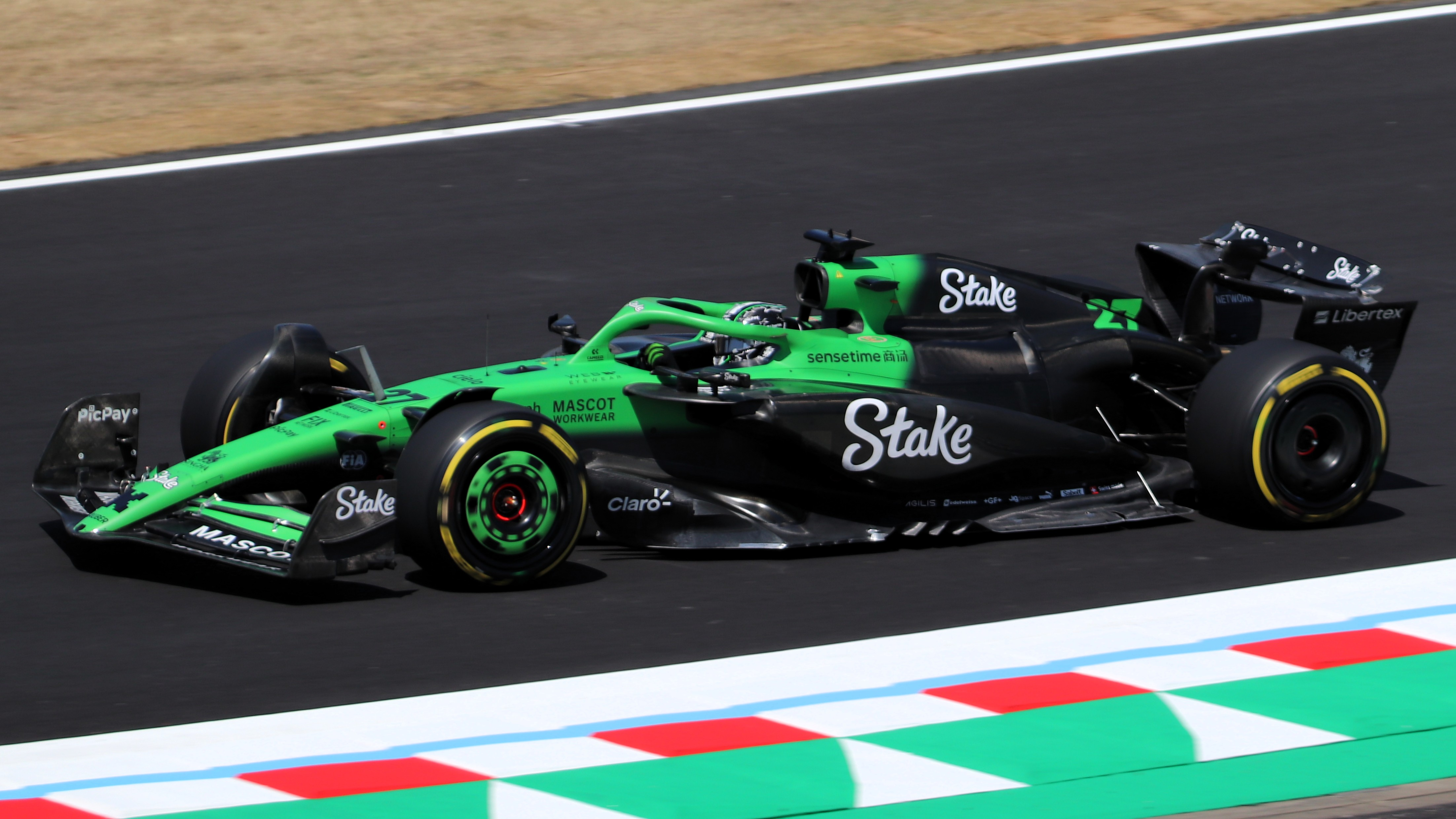
Hülkenberg en el Gran Premio de Japón.

A finales de abril de 2024, Hülkenberg anunció su marcha del equipo Haas tras dos temporadas y confirmó su regreso al equipo Sauber para 2025, siendo además el primer piloto anunciado en la historia de Audi en Fórmula 1 para 2026.
El 6 de julio de 2025, Hülkenberg conseguiría su ansiado primer podio en la Formula 1 en el Gran Premio de Gran Bretaña, tras salir en la decimonovena posición, con un tercer puesto por detrás de los pilotos de McLaren Lando Norris y Oscar Piastri en una carrera marcada por la lluvia y estrategias variadas, convirtiéndose en el piloto de F1 que más carreras tardó en lograr su primer podio en la historia (239).

### Campeonato Mundial de Resistencia

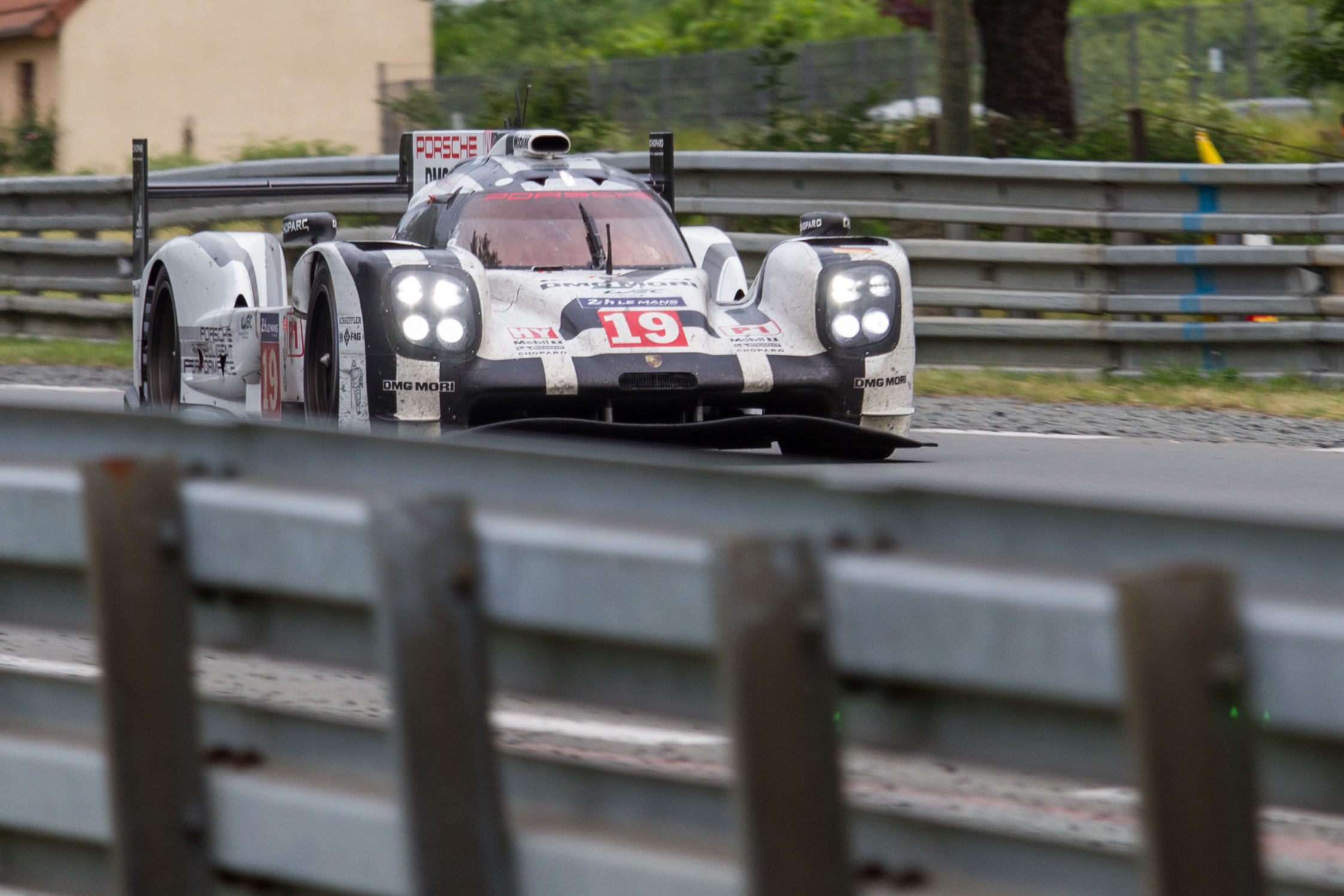
Tandy, Bamber y Hülkenberg fueron los ganadores absolutos de las 24 Horas de Le Mans de 2015, con el Porsche 919 Hybrid N.º 19.

En paralelo a su actividad en Fórmula 1, Hülkenberg disputó dos fechas del Campeonato Mundial de Resistencia de 2015, con un Porsche 919 Hybrid oficial de la clase LMP1, junto con los pilotos Nick Tandy y Earl Bamber. En las 6 Horas de Spa-Francorchamps obtuvo el sexto puesto. En su debut en las 24 Horas de Le Mans, Nico logró ganar la carrera en su primer intento con una vuelta de ventaja. Este triunfo fue la primera victoria absoluta de Porsche desde 1998. El triunfo de Hülkenberg es el primero de un piloto de Fórmula 1 en activo desde que Johnny Herbert y Bertrand Gachot consiguieran la hazaña en 1991 con el Mazda 787B.

## Resumen de carrera
| Temporada | Categoría                                          | Equipo                                         | Carreras          | Victorias         | Poles             | VR                | Podios            | Puntos            | Pos.              |
| --------- | -------------------------------------------------- | ---------------------------------------------- | ----------------- | ----------------- | ----------------- | ----------------- | ----------------- | ----------------- | ----------------- |
| 2005      | Fórmula BMW ADAC                                   | Josef Kaufmann Racing                          | 20                | 8                 | 9                 | 6                 | 14                | 287               | 1.º               |
| 2005      | Fórmula BMW World Final                            | Josef Kaufmann Racing                          | 1                 | 0                 | 0                 | 1                 | 1                 | N/A               | 3.º               |
| 2006      | Fórmula 3 Alemana                                  | Josef Kaufmann Racing                          | 18                | 1                 | 3                 | 5                 | 6                 | 78                | 5.º               |
| 2006      | V de V Challenge Endurance Moderne                 | Griffith's                                     | 2                 | 1                 | 2                 | ?                 | 1                 | 50                | 17.º              |
| 2006-07   | A1 Grand Prix                                      | Alemania                                       | 20                | 9                 | 3                 | 5                 | 14                | 128               | 1.º               |
| 2007      | Fórmula 3 Euroseries                               | ASM Formule 3                                  | 20                | 4                 | 2                 | 3                 | 8                 | 72                | 3.º               |
| 2007      | Gran Premio de Macao                               | ASM Formule 3                                  | 1                 | 0                 | 0                 | 0                 | 0                 | N/A               | 23.º              |
| 2007      | Masters de Fórmula 3                               | ASM Formule 3                                  | 1                 | 1                 | 0                 | 0                 | 1                 | N/A               | 1.º               |
| 2008      | Fórmula 3 Euroseries                               | ART Grand Prix                                 | 20                | 7                 | 6                 | 7                 | 8                 | 87                | 1.º               |
| 2008      | Masters de Fórmula 3                               | ART Grand Prix                                 | 1                 | 0                 | 1                 | 0                 | 1                 | N/A               | 2.º               |
| 2008-09   | GP2 Asia Series                                    | ART Grand Prix                                 | 4                 | 1                 | 2                 | 0                 | 2                 | 27                | 6.º               |
| 2009      | GP2 Series                                         | ART Grand Prix                                 | 20                | 5                 | 3                 | 5                 | 10                | 100               | 1.º               |
| 2009      | Fórmula 1                                          | AT&T Williams                                  | Piloto de pruebas | Piloto de pruebas | Piloto de pruebas | Piloto de pruebas | Piloto de pruebas | Piloto de pruebas | Piloto de pruebas |
| 2010      | Fórmula 1                                          | AT&T Williams                                  | 19                | 0                 | 1                 | 0                 | 0                 | 22                | 14.º              |
| 2011      | Fórmula 1                                          | Force India F1 Team                            | Piloto de pruebas | Piloto de pruebas | Piloto de pruebas | Piloto de pruebas | Piloto de pruebas | Piloto de pruebas | Piloto de pruebas |
| 2012      | Fórmula 1                                          | Sahara Force India F1 Team                     | 20                | 0                 | 0                 | 1                 | 0                 | 63                | 11.º              |
| 2013      | Fórmula 1                                          | Sauber F1 Team                                 | 19                | 0                 | 0                 | 0                 | 0                 | 51                | 10.º              |
| 2014      | Fórmula 1                                          | Sahara Force India F1 Team                     | 19                | 0                 | 0                 | 0                 | 0                 | 96                | 9.º               |
| 2015      | Fórmula 1                                          | Sahara Force India F1 Team                     | 19                | 0                 | 0                 | 0                 | 0                 | 58                | 10.º              |
| 2015      | Campeonato Mundial de Resistencia de la FIA - LMP1 | Porsche Team                                   | 2                 | 1                 | 0                 | 0                 | 1                 | 58                | 9.º               |
| 2015      | 24 Horas de Le Mans                                | Porsche Team                                   | 1                 | 1                 | 0                 | 0                 | 1                 | N/A               | 1.º               |
| 2016      | Fórmula 1                                          | Sahara Force India F1 Team                     | 21                | 0                 | 0                 | 1                 | 0                 | 72                | 9.º               |
| 2017      | Fórmula 1                                          | Renault Sport Formula One Team                 | 20                | 0                 | 0                 | 0                 | 0                 | 43                | 10.º              |
| 2018      | Fórmula 1                                          | Renault Sport Formula One Team                 | 21                | 0                 | 0                 | 0                 | 0                 | 69                | 7.º               |
| 2019      | Fórmula 1                                          | Renault F1 Team                                | 21                | 0                 | 0                 | 0                 | 0                 | 37                | 14.º              |
| 2020      | Fórmula 1                                          | BWT Racing Point F1 Team                       | 3                 | 0                 | 0                 | 0                 | 0                 | 10                | 15.º              |
| 2022      | Fórmula 1                                          | Aston Martin Aramco Cognizant Formula One Team | 2                 | 0                 | 0                 | 0                 | 0                 | 0                 | 22.º              |
| 2022      | Fórmula 1                                          | Haas F1 Team                                   | Piloto de pruebas | Piloto de pruebas | Piloto de pruebas | Piloto de pruebas | Piloto de pruebas | Piloto de pruebas | Piloto de pruebas |
| 2023      | Fórmula 1                                          | MoneyGram Haas F1 Team                         | 22                | 0                 | 0                 | 0                 | 0                 | 9                 | 16.º              |
| 2024      | Fórmula 1                                          | MoneyGram Haas F1 Team                         | 24                | 0                 | 0                 | 0                 | 0                 | 41                | 11.º              |
| 2024      | Fórmula 1                                          | Stake F1 Team Kick Sauber                      | Piloto de pruebas | Piloto de pruebas | Piloto de pruebas | Piloto de pruebas | Piloto de pruebas | Piloto de pruebas | Piloto de pruebas |
| 2024      | Fórmula 1                                          | Kick Sauber F1 Team                            | Piloto de pruebas | Piloto de pruebas | Piloto de pruebas | Piloto de pruebas | Piloto de pruebas | Piloto de pruebas | Piloto de pruebas |
| 2025      | Fórmula 1                                          | Stake F1 Team Kick Sauber                      | Disputándose      | Disputándose      | Disputándose      | Disputándose      | Disputándose      | Disputándose      | Disputándose      |
| 2025      | Fórmula 1                                          | Kick Sauber F1 Team                            | Disputándose      | Disputándose      | Disputándose      | Disputándose      | Disputándose      | Disputándose      | Disputándose      |
| Fuente:   |                                                    |                                                |                   |                   |                   |                   |                   |                   |                   |

## Resultados

### GP2 Asia Series
(Clave) (negrita indica pole position) (cursiva indica vuelta rápida puntuable)

| Año     | Escudería      | 1   | 1   | 2   | 2   | 3    | 3    | 4   | 4   | 5   | 5   | 6    | 6    | Pos. | Puntos | Ref.   |
| ------- | -------------- | --- | --- | --- | --- | ---- | ---- | --- | --- | --- | --- | ---- | ---- | ---- | ------ | ------ |
| 2008-09 | ART Grand Prix | SHA | SHA | DUB | DUB | SAK1 | SAK1 | LOS | LOS | KUA | KUA | SAK2 | SAK2 | 6.º  | 27     | [ 53 ] |
| 2008-09 | ART Grand Prix |     |     |     |     | 4    | 4    | 1   | 3   |     |     |      |      | 6.º  | 27     | [ 53 ] |

### GP2 Series
(Clave) (negrita indica pole position) (cursiva indica vuelta rápida puntuable)

| Año  | Escudería      | 1   | 1   | 2   | 2   | 3   | 3   | 4   | 4   | 5   | 5   | 6   | 6   | 7   | 7   | 8   | 8   | 9   | 9   | 10  | 10  | Pos. | Puntos | Ref.   |
| ---- | -------------- | --- | --- | --- | --- | --- | --- | --- | --- | --- | --- | --- | --- | --- | --- | --- | --- | --- | --- | --- | --- | ---- | ------ | ------ |
| 2009 | ART Grand Prix | BAR | BAR | MON | MON | EST | EST | SIL | SIL | NÜR | NÜR | BUD | BUD | VAL | VAL | SPA | SPA | MNZ | MNZ | ALG | ALG | 1.º  | 100    | [ 54 ] |
| 2009 | ART Grand Prix | 9   | 14  | 5   | 3   | 5   | 4   | 3   | 5   | 1   | 1   | 1   | 7   | 2   | 1   | 2   | Ret | 6   | 3   | 1   | 16  | 1.º  | 100    | [ 54 ] |

### Fórmula 1
(Clave) (negrita indica pole position) (cursiva indica vuelta rápida)

| Año     | Escudería                                      | 1       | 2       | 3       | 4       | 5       | 6       | 7       | 8       | 9        | 10      | 11      | 12     | 13      | 14      | 15      | 16      | 17      | 18      | 19     | 20      | 21      | 22     | 23       | 24    | Pos. | Puntos |
| ------- | ---------------------------------------------- | ------- | ------- | ------- | ------- | ------- | ------- | ------- | ------- | -------- | ------- | ------- | ------ | ------- | ------- | ------- | ------- | ------- | ------- | ------ | ------- | ------- | ------ | -------- | ----- | ---- | ------ |
| 2010    | AT&T Williams                                  | BHR 14  | AUS Ret | MYS 10  | CHN 15  | ESP 16  | MON Ret | TUR 17  | CAN 13  | EUR Ret  | GBR 10  | GER 13  | HUN 6  | BEL 14  | ITA 7   | SIN 10  | JPN Ret | RCO 10  | BRA 8   | ABU 16 |         |         |        |          |       | 14.º | 22     |
| 2011    | Force India F1 Team                            | AUS TD  | MYS TD  | CHN TD  | TUR TD  | ESP TD  | MON     | CAN TD  | EUR TD  | GBR TD   | GER TD  | HUN TD  | BEL TD | ITA TD  | SIN     | JPN TD  |         |         |         |        |         |         |        |          |       |      |        |
| 2011    | Sahara Force India F1 Team                     |         |         |         |         |         |         |         |         |          |         |         |        |         |         |         | RCO     | IND     | ABU     | BRA TD |         |         |        |          |       |      |        |
| 2012    | Sahara Force India F1 Team                     | AUS Ret | MYS 9   | CHN 15  | BHR 12  | ESP 10  | MON 8   | CAN 12  | EUR 5   | GBR 12   | GER 9   | HUN 11  | BEL 4  | ITA 21† | SIN 14  | JPN 7   | RCO 6   | IND 8   | ABU Ret | USA 8  | BRA 5   |         |        |          |       | 11.º | 63     |
| 2013    | Sauber F1 Team                                 | AUS DNS | MYS 8   | CHN 10  | BHR 12  | ESP 15  | MON 11  | CAN Ret | GBR 10  | GER 10   | HUN 11  | BEL 13  | ITA 5  | SIN 9   | RCO 4   | JPN 6   | IND 19† | ABU 14  | USA 6   | BRA 8  |         |         |        |          |       | 10.º | 51     |
| 2014    | Sahara Force India F1 Team                     | AUS 6   | MYS 5   | BHR 5   | CHN 6   | ESP 10  | MON 5   | CAN 5   | AUT 9   | GBR 8    | GER 7   | HUN Ret | BEL 10 | ITA 12  | SIN 9   | JPN 8   | RUS 12  | USA Ret | BRA 8   | ABU 6  |         |         |        |          |       | 9.º  | 96     |
| 2015    | Sahara Force India F1 Team                     | AUS 7   | MYS 14  | CHN Ret | BHR 13  | ESP 15  | MON 11  | CAN 8   | AUT 6   | GBR 7    | HUN Ret | BEL DNS | ITA 7  | SIN Ret | JPN 6   | RUS Ret | USA Ret | MEX 7   | BRA 6   | ABU 7  |         |         |        |          |       | 10.º | 58     |
| 2016    | Sahara Force India F1 Team                     | AUS 7   | BHR 15  | CHN 15  | RUS Ret | ESP Ret | MON 6   | CAN 8   | EUR 9   | AUT 19†  | GBR 7   | HUN 10  | GER 7  | BEL 4   | ITA 10  | SIN Ret | MYS 8   | JPN 8   | USA Ret | MEX 7  | BRA 7   | ABU 7   |        |          |       | 9.º  | 66     |
| 2017    | Renault Sport Formula One Team                 | AUS 11  | CHN 12  | BHR 9   | RUS 8   | ESP 6   | MON Ret | CAN 8   | AZE Ret | AUT 13   | GBR 6   | HUN 17† | BEL 6  | ITA 13  | SIN Ret | MYS 16  | JPN Ret | USA Ret | MEX Ret | BRA 10 | ABU 6   |         |        |          |       | 10.º | 43     |
| 2018    | Renault Sport Formula One Team                 | AUS 7   | BHR 6   | CHN 6   | AZE Ret | ESP Ret | MON 8   | CAN 7   | FRA 9   | AUT Ret  | GBR 6   | GER 5   | HUN 12 | BEL Ret | ITA 13  | SIN 10  | RUS 12  | JPN Ret | USA 6   | MEX 6  | BRA Ret | ABU Ret |        |          |       | 7.º  | 69     |
| 2019    | Renault F1 Team                                | AUS 7   | BHR 17† | CHN Ret | AZE 14  | ESP 13  | MON 13  | CAN 7   | FRA 8   | AUT 13   | GBR 10  | GER Ret | HUN 12 | BEL 8   | ITA 5   | SIN 9   | RUS 10  | JPN DSQ | MEX 10  | USA 9  | BRA 15  | ABU 12  |        |          |       | 14.º | 37     |
| 2020    | BWT Racing Point F1 Team                       | AUT     | EST     | HUN     | GBR DNS | 70A 7   | ESP     | BEL     | ITA     | TOS      | RUS     | EIF 8   | POR    | EMI     | TUR     | BHR     | SAK     | ABU     |         |        |         |         |        |          |       | 15.º | 10     |
| 2022    | Aston Martin Aramco Cognizant Formula One Team | BHR 17  | ARA 12  | AUS     | EMI     | MIA     | ESP     | MON     | AZE     | CAN      | GBR     | AUT     | FRA    | HUN     | BEL     | NED     | ITA     | SIN     | JPN     | USA    | MEX     | SÃO     | ABU    |          |       | 22.º | 0      |
| 2023    | MoneyGram Haas F1 Team                         | BHR 15  | ARA 12  | AUS 7   | AZE 17  | MIA 15  | MON 17  | ESP 15  | CAN 15  | AUT Ret6 | GBR 13  | HUN 14  | BEL 18 | NED 12  | ITA 17  | SIN 13  | JPN 14  | QAT 16  | USA 11  | MEX 13 | SÃO 12  | LVG 19† | ABU 15 |          |       | 16.º | 9      |
| 2024    | MoneyGram Haas F1 Team                         | BHR 16  | ARA 10  | AUS 9   | JPN 11  | CHN 10  | MIA 117 | EMI 11  | MON Ret | CAN 11   | ESP 11  | AUT 6   | GBR 6  | HUN 13  | BEL 18  | NED 11  | ITA 17  | AZE 11  | SIN 9   | USA 8  | MEX 9   | SÃO DSQ | LVG 8  | QAT Ret7 | ABU 8 | 11.º | 41     |
| 2025*   | Stake F1 Team Kick Sauber                      |         | CHN 15  | JPN 16  | BHR DSQ | ARA 15  | MIA 14  | EMI 12  | MON 16  |          | CAN 8   | AUT 9   | GBR 3  |         | HUN 13  | NED     | ITA     | AZE     | SIN     | USA    | MEX     | SÃO     | LVG    | QAT      | ABU   | 9.º  | 37     |
| 2025*   | Kick Sauber F1 Team                            | AUS 7   |         |         |         |         |         |         |         | ESP 5    |         |         |        | BEL 12  |         |         |         |         |         |        |         |         |        |          |       | 9.º  | 37     |
| Fuente: |                                                |         |         |         |         |         |         |         |         |          |         |         |        |         |         |         |         |         |         |        |         |         |        |          |       |      |        |

- * Temporada en progreso.

### Campeonato Mundial de Resistencia de la FIA
(Clave) (negrita indica pole position) (cursiva indica vuelta rápida)

| Año  | Escudería    | Clase | Automóvil          | 1   | 2   | 3   | 4   | 5   | 6   | 7   | 8   | Pos. | Puntos | Ref.   |
| ---- | ------------ | ----- | ------------------ | --- | --- | --- | --- | --- | --- | --- | --- | ---- | ------ | ------ |
| 2015 | Porsche Team | LMP1  | Porsche 919 Hybrid | SIL | SPA | LMS | NÜR | COA | FUJ | SHA | BHR | 9.º  | 58     | [ 55 ] |
| 2015 | Porsche Team | LMP1  | Porsche 919 Hybrid |     | 6   | 1   |     |     |     |     |     | 9.º  | 58     | [ 55 ] |

### 24 Horas de Le Mans
| Año     | Equipo       | Copilotos              | Automóvil          | Clase | Vueltas | Pos. | Pos. Clase |
| ------- | ------------ | ---------------------- | ------------------ | ----- | ------- | ---- | ---------- |
| 2015    | Porsche Team | Nick Tandy Earl Bamber | Porsche 919 Hybrid | LMP1  | 395     | 1.º  | 1.º        |
| Fuente: |              |                        |                    |       |         |      |            |

## Vida personal
Hülkenberg nació en Emmerich am Rhein, Renania del Norte-Westfalia, Alemania Occidental, hijo de Klaus Dieter y Susanne Hülkenberg. Dieter es propietario de una empresa naviera, Hülkenberg Spedition e. K, con sede en Emmerich am Rhein. Hülkenberg se formó como agente de transporte de mercancías en la empresa de su padre. Habla con fluidez alemán, neerlandés, francés e inglés.
Hülkenberg vive en Mónaco. Está casado con Eglė Ruškytė, una diseñadora de moda lituana, luego de haber estado en pareja desde 2015. Ambos tienen una hija nacida en 2021.
Anteriormente, estuvo representado por Willi Weber, anterior gerente de su compatriota Michael Schumacher. Weber afirmó que Nico estaba listo para la Fórmula 1 en 2008. También lo elogió como un «talento increíble», que le recordaba a Schumacher en su juventud. También afirmó que lo apodó «Hulk» en honor al personaje ficticio homónimo, en referencia al cambio de personalidad de Hülkenberg mientras está al volante.